# Alexandre Méchin
Pour les articles homonymes, voir Méchin.
Le baron Alexandre Edme Méchin est un haut fonctionnaire et homme politique français né à Paris le 18 mars 1772 et mort à Paris le 20 septembre 1849.

## Biographie
Fils d'un commis au ministère de la Guerre, Alexandre Méchin fut un partisan de la Révolution française, s'enrôlant parmi les Jacobins en 1790 avant de se rapprocher des Girondins, ce qui lui valut d'être proscrit le 31 mai 1793. Il rentra en France après le 9 thermidor et suivit Fréron dans sa mission dans le Midi en l'an III (octobre 1795). À son retour à Paris, il fut nommé chef de cabinet du ministre de l'Intérieur, Pierre Bénézech. 
En juillet 1798, il fut envoyé à Malte pour remplacer Michel Regnaud de Saint-Jean d'Angély comme commissaire du Directoire exécutif. Mais, alors qu'il rejoignait ce poste, en compagnie de sa femme, Mme Raoulx, qui avait la réputation d'être une des plus belles personnes de son temps, il fut arrêté à Viterbe au cours d'une émeute. Il a laissé un Précis de mon voyage et ma mission en Italie dans les années 1798 et 1799 et relation des événements qui ont eu lieu à Viterbe depuis le 27 novembre 1798 jusqu'au 28 décembre suivant (1808) . En 2009, une copie manuscrite de ces mémoires a été trouvée à Viterbe, chez la collectionneuse de Maria Teresa Anselmi. Le manuscrit, rédigé en italien par Méchin lui-même, a été publié à nouveau . Il a également fait une traduction des Satires de Juvénal en vers français (1817) 
Rentré en France, il fut successivement préfet des Landes (an VIII), de la Roër (an X), de l'Aisne (an XIII), du Calvados (1810). Le 31 décembre 1809, il fut créé baron de l'Empire. Il fut révoqué lors de la première Restauration en 1814, et, selon Laurent Esnault (Mémoires sur Caen, année 1814), « ne fut point regretté ; depuis l'insurrection pour les grains, il était généralement détesté ».
Il fut nommé préfet d'Ille-et-Vilaine pendant les Cent-Jours le 6 avril 1815, avant d'être à nouveau révoqué après Waterloo.
En 1816, il ouvrit une maison de banque, puis se fit élire député libéral par le grand collège de l'Aisne en 1819. Il fut réélu le 25 février 1824 dans le 4e arrondissement électoral de l'Aisne (Soissons) et le 17 novembre 1827. 
Brillant orateur, il fut l'un des opposants les plus virulents aux gouvernements de la Restauration, et singulièrement au ministère Villèle, votant contre les lois d'exception, contre la nouvelle loi électorale, contre la conversion des rentes. Il se lia avec le général Sébastiani, comme lui ancien dignitaire de l'Empire et élu de ce département, et familier du Palais-Royal. Méchin fut sans doute l'un des premiers à imaginer de placer le duc d'Orléans sur le trône d'une monarchie constitutionnelle refondée. Dès 1823, alors que l'expédition d'Espagne risque, selon lui, d'entraîner la chute des Bourbons de la branche aînée, il évoquait auprès de Stanislas de Girardin l'idée de confier au duc d'Orléans la lieutenance générale du royaume, « en vertu d'un vœu émis par une partie des chambres et un certain ordre de militaires, de fonctionnaires et de citoyens ». C'était, à quelque chose près, le schéma qui serait mis en œuvre en 1830.
Après avoir voté l'adresse des 221 contre le ministère Polignac, Méchin se précipita au Palais-Royal pour annoncer son adoption. Il fut réélu le 23 juin 1830. Participant à la Révolution de Juillet, il fut l'un de ceux qui appuyèrent la proposition de François Guizot de créer une commission municipale provisoire chargée d'administrer la capitale le 29 juillet 1830. Le 30 juillet, il fut l'un de ceux qui se rendirent au château de Neuilly afin d'adjurer le duc d'Orléans d'accepter la lieutenance générale du royaume, à laquelle l'appelaient les députés.
Il fut alors nommé préfet du Nord et soumis, pour cette raison, à réélection le 20 décembre 1830, il vit son mandat confirmé. Il ne se représenta pas lors des élections de 1831 et fut nommé conseiller d'État. Il fut mis à la retraite le 12 mai 1840.
Il a donné une traduction en vers des Satires de Juvénal (1827). Il est enterré au cimetière de Saint-Denis.